# 李悊
李悊（?—?），又名李哲，隴西郡狄道县人。北周、隋朝官员。唐朝追封济南王。
北周朔燕恒三州刺史、襄武县公、唐高祖李渊的七叔李蔚的儿子，580年，楊堅为丞相，李悊为儀同。四伯父梁州刺史李璋与北周趙王宇文招计划殺害楊堅，李悊告密。李璋、趙王宇文招被杀，李悊受上儀同、黄台县男。
581年，隋朝建国，李悊为開府儀同三司、備身将軍、順陽郡公。兄李安、弟李悊负责禁衛，文帝楊堅非常信赖。601年，出任衛州刺史。後因事連坐剥奪官爵，流放嶺南流途中病逝。唐朝建国，追封济南王。子李瑋、李瑗。女廉平县主李德，嫁滑国公皇甫无逸。